# Iraqforce
Iraqforce – brytyjska formacja zbrojna na Środkowym Wschodzie podczas II wojny światowej.

## Historia

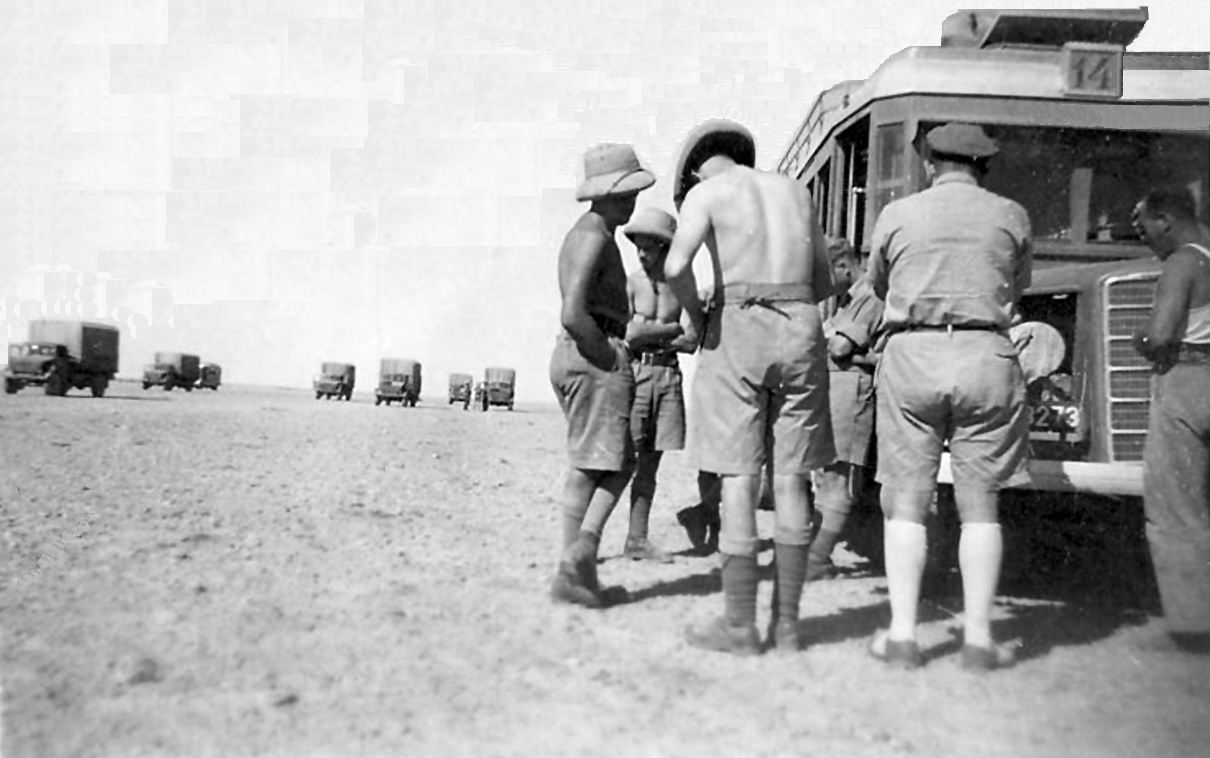
Brytyjskie ciężarówki w pobliżu Bagdadu

Iraqforce zostało utworzone rozkazem gen. Archibalda Wavella, stojącego na czele Dowództwa Środkowego Wschodu z siedzibą w Kairze. Było to związane z wybuchem w Iraku w kwietniu 1941 powstania antybrytyjskiego pod wodzą nacjonalistycznego b. premiera Raszid Ali al-Kilaniego (patrz: Wojna brytyjsko-iracka 1941). 10 Hinduska Dywizja Piechoty lądowała w Basrze (etapami), zaś na obszarze Palestyny i Transjordanii został sformowany związek taktyczny pod nazwą Habforce. Wydzielono z niego szybką grupę mobilną nazwaną Kingcol, która 18 maja dotarła bez walki pod bazę RAF w Habbanija, a następnie ruszyła na Faludżę i dalej na Bagdad. Pod koniec maja Raszid Ali Al-Kilani uciekł z Iraku, co zakończyło wojnę iracką. Kolejną kampanią, podczas której było zaangażowane Iraqforce, była operacja syryjsko-libańska w czerwcu-lipcu 1941. Wkroczyło ono do akcji z terenu zachodniego Iraku po zajęciu Damaszku przez wojska alianckie, co nastąpiło 21 czerwca. Zadaniem Habforce było opanowanie Palmyry i zabezpieczenie rurociągu naftowego na odcinku od Hadisy do Trypolisu. 2 lipca poddał się garnizon Palmyry. Druga część Iraqforce nacierała od 27 czerwca w górę rzeki Eufrat w kierunku na Aleppo. 8 lipca 10 Hinduska DP zajęła miasto, co faktycznie złamało opór Francuzów Vichy na obszarze Syrii. Następnie Iraqforce, przemianowane 1 września na Paiforce (Persia and Iraq Force), wzięło udział w interwencji w Iranie w sierpniu-wrześniu 1941 (Operacja Y). Jego zadaniem była okupacja pól naftowych w Abadanie i Naft-Shah oraz portów Bushirem i Bandar-e-Szachpur, co odbyło się przy minimalnym oporze wojsk irańskich. W sierpniu 1942 Paiforce zostało wyłączone spod zwierzchności Dowództwa Środkowego Wschodu. Siedziba dowództwa mieściła się w Bagdadzie. Prawdopodobnie w marcu 1946 Paiforce zostało rozwiązane.
Paiforce miało swoją odznakę, którą była głowa słonia w kolorze pomarańczowym na niebieskim tle.

## Dowódcy
- gen. por. Edward Quinan (do 21 sierpnia 1942 r.)
- gen. Henry Maitland Wilson (do 18 lutego 1943 r.)
- gen. por. Henry Royds Pownall (do 18 lutego 1944 r.)
- gen. mjr Arthur Francis Smith (do 1946 r.)

## Skład organizacyjny (Irak 1941)
- 10 Hinduska Dywizja Piechoty (20, 21, 25 Brygady Piechoty) – d-ca gen. mjr William Archibald Kenneth Fraser (do 16 maja), a następnie gen. mjr William Slim
- siły skupione w bazie RAF w Habbanija – d-ca płk Ouvry Roberts
- 1 Królewski Pułk Piechoty King’s Own
- kompanie irakijskie
- samochody pancerne RAF
- Habforce – d-ca gen. mjr John George Walters Clark
  - brytyjska 4 Brygada Kawalerii ze składu 1 Dywizji Kawalerii – d-ca brygadier James Joseph Kingstone
  - 1 batalion Pułku Piechoty Essex
  - zmechanizowany pułk Legionu Arabskiego
  - 237 bateria 60 Pułku Artylerii Polowej
  - oddział dział przeciwpancernych

## Skład organizacyjny (Liban i Syria 1941)
- 10 Hinduska Dywizja Piechoty – d-ca gen. mjr William Slim
- 17 Hinduska Brygada Piechoty ze składu 8 Dywizji Piechoty – d-ca brygadier Douglas Gracey
- Habforce – d-ca gen. mjr John George Walters Clark
  - brytyjska 4 Brygada Kawalerii ze składu 1 Dywizji Kawalerii – d-ca brygadier James Joseph Kingstone
  - 1 batalion Pułku Piechoty Essex
  - zmechanizowany pułk Legionu Arabskiego
  - 237 bateria 60 Pułku Artylerii Polowej
  - australijska bateria dział przeciwpancernych
  - 169 Lekka Bateria Przeciwlotnicza

## Skład organizacyjny (Iran 1941)
- 10 Hinduska Dywizja Piechoty – d-ca gen. mjr William Slim
- 8 Hinduska Dywizja Piechoty (17, 18, 19 Brygady Piechoty) – d-ca gen. mjr Charles Offley Harvey
  - brytyjski 13 Zmechanizowany Pułk Kawalerii
- Hazelforce – d-ca brygadier John Aldam Aizlewood
  - 2 Hinduska Pancerna Grupa Brygadowa – d-ca brygadier J.A. Aizlewood
  - brytyjska 9 Brygada Pancerna – d-ca brygadier John Cecil Currie
  - 21 Hinduska Brygada Piechoty ze składu 10 Dywizji Piechoty – d-ca brygadier Charles Joseph Weld
- 6 Hinduska Dywizja Piechoty (od 11 września) – d-ca gen. mjr James Noel Thomson

## Skład organizacyjny (Persia and Iraq Command 1942)
- jednostki ogólnej rezerwy
  - 5 Hinduska Dywizja Piechoty – d-ca gen. mjr Harold Rawdon Briggs
  - polska 3 Dywizja Strzelców Karpackich – d-ca gen. Stanisław Kopański
  - brytyjska 7 Brygada Pancerna – d-ca brygadier John Henry Anstice
- brytyjska 10 Armia – d-ca gen. por. Edward Quinan
  - III Korpus – d-ca gen. por. Desmond Anderson
    - brytyjska 5 Dywizja Piechoty – d-ca gen. mjr Horatio Pettus Mackintosh Berney-Ficklin
    - brytyjska 56 Dywizja Piechoty – d-ca gen. mjr Eric Grant Miles

  - XXI Korpus – d-ca gen. por. Mosley Mayne
    - 8 Hinduska Dywizja Piechoty – d-ca gen. mjr Charles Offley Harvey
    - 10 Hinduska Dywizja Piechoty – d-ca gen. mjr Alan Bruce Blaxland
    - 6 Hinduska Dywizja Piechoty – d-ca gen. mjr James Noel Thomson
    - 31 Hinduska Dywizja Pancerna – d-ca gen. mjr Robert Harley Wordsworth
    - 10 Hinduska Dywizja Zmotoryzowana – d-ca brygadier Harold Redman